# Punto ciego (Love, Death & Robots)
Punto ciego (en inglés, Blindspot) es el decimoquinto episodio de la primera temporada de Love, Death & Robots, escrito y dirigido por Vitaliy Shushko, siendo el segundo de 3 episodios de la serie que no está basado en una historia corta, los otros 2 son The Witness y Jíbaro. Es el episodio número 15 de la serie en general. El episodio trata de una banda de ladrones cíborg que organiza un atraco a alta velocidad de un convoy fuertemente blindado. Se estrenó el 15 de marzo de 2019 en Netflix.

## Argumento
En lo profundo del desierto, en una noche clara y estrellada, los Metalheads, un grupo de ladrones conformados por cuatro cíborgs (Hawk, el líder, Kali, la Femme Fatale, Sui, el musculoso y Rookie, el novato) se acercan a su objetivo en sus buggies. Su misión, como lo detalla Bob, el analista estadístico táctico de la tripulación, es robar un convoy en busca de un microchip fuertemente custodiado mientras se dirige a un túnel. Con el túnel sirviendo como su punto ciego, tienen hasta que llegue al otro lado para robarlo antes de que se cierre su ventana de encuentro. Sin perder tiempo, colocan sus buggies en posición en la carretera y Rookie y Sui comienzan a colocar los explosivos en el auto trasero donde están los guardias. Sin embargo, Sui deja caer uno de los suyos cuando tira de un vehículo con ruedas laterales para evitar atropellar a una rata del desierto y alerta a los guardias.
Abren fuego y Kali abre fuego de cobertura mientras Sui salta al techo para eliminar a los guardias en la parte superior. A medida que la tripulación se acerca al túnel, Hawk explota las minas y se mueve para lidiar con las torretas que bombardean a Sui en el próximo automóvil. Finalmente dentro del túnel, Rookie se une a Sui y Hawk en el techo del segundo automóvil, pero mientras Hawk se prepara, es sorprendido y destruido por un bot de defensa masivo del que Bob no les advierte. Sui lo combate mientras Rookie sube debajo de la cubierta y lo mantiene distraído el tiempo suficiente para que una valla publicitaria lo derribe del convoy. Sin embargo, en lugar de reducir la velocidad, cambia al modo vehículo y lo persigue y Kali es aplastada viva cuando lo alcanza. Sin que ninguna de las armas de Sui cause ningún daño, Bob deduce que la única forma de detenerlo es llegar al camión que tira de los vagones de carga donde se encuentra la cámara de la CPU del bot de defensa y destruirlo. Rookie abre la puerta final y tiene la CPU en la mira, pero cuando el Bot siente que está en peligro, acelera y carga de cabeza contra él. Rookie está a merced del gigante mecánico y la situación parece sombría antes de que Sui venga al rescate, pero su ventana de encuentro se reduce a medida que el convoy se acerca al final del túnel. Rookie intenta hacer una línea B para la CPU, pero el bot de defensa lo golpea y queda atrapado debajo de las cajas de carga. Rookie observa con horror cómo el bot de defensa aplasta la cabeza de Sui con la palma de su mano, y las cosas parecen totalmente desesperadas cuando el monstruo viene a por él. Sin embargo, Sui se revela perfectamente bien porque el bot solo lo decapitó pensando que ahí es donde estaba su cerebro (que no era así). Por lo tanto, Sui se sacrifica para destruir la CPU del bot de defensa y el convoy derramando productos químicos inflamables de la cavidad de su cuello por toda la cámara y encendiéndola con el encendedor integrado en su pulgar.
Rookie sobrevive a la explosión y, a solo unos metros del final del túnel, el bot de defensa se apaga y el microchip objetivo emerge de la parte superior de su cabeza. Bob teje su vehículo de comando a través de los escombros para recoger a Rookie, pero la pérdida de sus amigos lo deja con pocas razones para celebrar. Sin embargo, Hawk, Kali y Sui emergen en forma de holograma para felicitarlo por un buen trabajo y revelan que nunca estuvieron en peligro ya que Bob siempre hace una copia de seguridad completa de la memoria de sus cerebros antes de cada misión. Y así, todo está bien si termina bien cuando Rookie sube a bordo del vehículo de mando de Bob y se dirigen a casa.

## Reparto de Voces
| Personaje       | Actor/Actriz original Estados Unidos | Actor/Actriz de doblaje Hispanoamérica | Actor/Actriz de doblaje España |
| --------------- | ------------------------------------ | -------------------------------------- | ------------------------------ |
| Rockie / Novato | Aaron Himelstein                     | Ricardo Bautista                       | Ricardo Escobar                |
| Hawk            | Brian Bloom                          | Ricardo Méndez                         | Juan Amador                    |
| Sui             | Carlos Alazraqui                     | Óscar López                            | Chema Moscoso                  |
| Kali            | Jill Talley                          | Saidé García                           | Inés Blásquez                  |
| Bob             | Chris Cox                            | Roberto Carrillo                       | Carlos Bautista                |

## Símbolos
Al finalizar el intro, se nos presenta una serie de 3 símbolos, siendo: Un corazón (❤), una equis (❌) y una cabeza robótica (🤖); reflejando amor, muerte y robots respectivamente. De ahí los símbolos cambian velozmente, acoplándose a la temática del episodio en cuestión, en cada episodio los símbolos son distintos. En Punto ciego nos presentan los siguientes símbolos:
- Un diablillo (😈)
- Una calavera (☠️‍)
- Un pulgar hacia arriba (👍🏻)

## Lanzamiento
Punto ciego se estrenó el 15 de marzo de 2019 en Netflix junto con el resto de episodios que componen el volumen 1.